# Lentipecten
Lentipecten is een geslacht van uitgestorven tweekleppigen uit de familie van de Pectinidae (mantelschelpen).

## Soort
- Lentipecten hochstetteri (Zittel, 1865) †